# Autódromo Las Vizcachas
El autódromo Las Vizcachas es un circuito para carreras de automovilismo ubicado en la comuna de Puente Alto, en la Región Metropolitana de Santiago (Chile). 
Fue inaugurado el 5 de octubre de 1965 y estuvo en funcionamiento por 41 años. En 2006 fue cerrado para dar paso a un proyecto inmobiliario aledaño al circuito, lo que implicaba la prohibición del desarrollo de pruebas de motor en el trazado; sin embargo, en 2012 volvieron a disputarse carreras.
Este circuito fue escenario de importantes carreras, principalmente de las categorías argentinas y sudamericanas tales como la Fórmula 3 Sudamericana. También había muchas competencias locales que se disputaban en este circuito, siendo la más importante la Fórmula 3 Chilena. 
Durante las décadas de 1970 y de 1980, las carreras de la Fórmula 3 disputadas en Las Vizcachas eran muy populares. Las carreras eran disputadas ante gran cantidad de público que comenzó a alejarse de las carreras principalmente después de un accidente en 1987 que le costó la vida a Sergio Santander, quien había sido campeón de la categoría en 1981.